# Брайан, Лаверна
Лаверна Брайан (англ. Laverne Bryan, род. 17 мая 1965) — антигуанская легкоатлетка, выступавшая в беге на средние дистанции. Участница летних Олимпийских игр 1984 и 1988 годов. Первая женщина, представлявшая Антигуа и Барбуду на Олимпийских играх.

## Биография
Лаверна Брайан родилась 17 мая 1965 года.
В 1984 году завоевала золотую медаль юниорского чемпионата Центральной Америки Карибского бассейна в Сан-Хуане в беге на 800 метров.
Завоевала четыре медали CARIFTA Games в соревнованиях юниорок до 20 лет: в 1982 году в Кингстоне стала третьей в беге на 1500 метров, в 1983 году в Форт-де-Франс — второй в беге на 3000 метров, в 1984 году в Нассау — первой в беге на 1500 метров и третьей в беге на 3000 метров.
В том же году вошла в состав сборной Антигуа и Барбуды на летних Олимпийских играх в Лос-Анджелесе. В четвертьфинале бега на 800 метров заняла последнее, 6-е место, показав результат 2 минуты 11,44 секунды и уступив 7,28 секунды попавшей в полуфинал с 4-го места Грейс Вербек из Канады. В полуфинале бега на 1500 метров заняла предпоследнее, 11-е место, показав результат 4.32,44 и уступив 21,75 секунды попавшей в финал с 6-го места Элли ван Хюлст из Нидерландов. В эстафете 4х400 метров сборная Антигуа и Барбуды, за которую также выступали Джоселин Джозеф, Руперта Чарльз и Моника Стивенс, заняла предпоследнее, 4-е место с результатом 3.39,32, уступив 5,54 секунды попавшей в финал с 3-го места сборной Канады.
Брайан стала первой женщиной, представлявшей Антигуа и Барбуду на Олимпийских играх.
В 1988 году вошла в состав сборной Антигуа и Барбуды на летних Олимпийских играх в Сеуле. В четвертьфинале бега на 800 метров заняла последнее, 7-е место, показав результат 2.12,18 и уступив 9,43 секунды попавшей в полуфинал с 5-го места Кирсти Уэйд из Великобритании. В полуфинале бега на 1500 метров заняла предпоследнее, 13-е место с результатом 4.39,73 и уступив 32,86 секунды попавшей в финал с 8-го места Фатиме Ауам из Марокко.

## Личные рекорды
- Бег на 800 метров — 2.10,31 (1983)[8]
- Бег на 1500 метров — 4.32,44 (1984)[8]